# Solva remota
Solva remota är en tvåvingeart som beskrevs av Nina Krivosheina 1972. Solva remota ingår i släktet Solva och familjen lövträdsflugor. Inga underarter finns listade i Catalogue of Life.